# Mysterie op Rozendael
Mysterie op Rozendael is het eerste album van de stripverhalenreeks Robert en Bertrand, dat in 1973 geschreven is door Willy Vandersteen en uitgegeven is door de Standaard Uitgeverij.
In het album wordt kennisgemaakt met de vagebonden Robert en Bertrand die in opdracht van het hoofd van het parket Mangin eropuit worden gestuurd om bescherming te bieden aan Barones Cammo Milje die op kasteel Rozendael verblijft. In het geheim herbergt ze Prins Joeki die door rebellen uit Moldavië is verjaagd. Een bende Moldaviërs tracht hem te ontvoeren voor geld. De barones wordt in het verhaal door de Moldaviërs vermoord en Joeki wordt de beschermeling van Robert en Bertrand.
In het album wordt ook kennisgemaakt met geheim agent nummer 17 die onverzettelijk jacht maakt op Robert en Bertrand. Speurder nummer 17 is in opdracht van het hoofd van het parket achter de twee zwervers aangestuurd.
Joeki is getekend naar een gipsen borstbeeld dat de vader van Willy Vandersteen van hem had gemaakt toen hij nog een kind was.